# Sochta
Sochta – wieś w Osetii Południowej, w regionie Dżawa. W 2015 roku liczyła 41 mieszkańców.